# Erik Zühlsdorf
Erik Zühlsdorf (* 26. Januar 1990 in der Hansestadt Stralsund, Mecklenburg-Vorpommern) ist ein deutscher Filmautor und Kurzfilmregisseur.

## Leben
2009 legte Erik Zühlsdorf sein Abitur am Katharina von Hagenow Gymnasium in Barth ab. Nach einem FSJ Kultur an der Vorpommerschen Landesbühne in Anklam und Zinnowitz und einem Praktikum bei der Produktionsfirma Clipfilm begann er sein Studium an der Akademie der Deutschen Medien in Hamburg im Fachbereich Regie. Seit 2015 ist er an verschiedenen Filmsets im Bereich der Aufnahmeleitung und als Oberbeleuchter tätig.
2019 wurde sein Drehbuch Hänsel und Gretel mit dem Drehbuchnachwuchspreis Up-and Coming ausgezeichnet. Vergeben wird der Preis vom Verband Deutscher Drehbuchautoren (VDD), der Nordmedia und der Beauftragten für Kultur und Medien. Es war außerdem vom VDD als eines von zwei Drehbüchern für den Deutschen Drehbuchpreis 2021 vorgeschlagen. Erik Zühlsdorf hat bis 2022 drei Kurzfilme gedreht. Seine erfolgreichste Arbeit war der Film Das Läuten von 2021, ein Kammerspiel über einen Schüler, der sich mit seinem Lehrer im Klassenzimmer einsperrt und mit einem Amoklauf droht.

## Auszeichnungen/Nominierungen

### Auszeichnungen
- Drehbuchnachwuchspreis Up-and Coming für das Drehbuch zum Kinofilm Hänsel und Gretel
- Silver-Medal Kurzfilmfestival Schrobenhausen für den Kurzfilm Das Läuten[4]

### Nominierungen
- Camgaroo-Award 2021 (Hänsel und Gretel)[5]
- Festival Junger Film, Junger Pitch, 2021 (Hänsel und Gretel)[6]
- Eat My Shorts Kurzfilmfestival Hagen 2021 (Das Läuten)
- Spitziale 2021 (Das Läuten)[7]
- Bundesfestival Junger Film 2021 (Das Läuten)[8]
- abgedreht! Filmfest Hamburg 2018 (Mirovia)[9]

## Filmografie
Regie
- 2015: Mirovia
- 2017: Alle Lust will Ewigkeit (auch Autor)
- 2021: Das Läuten (auch Autor)

Autor
- 2019: Hänsel und Gretel
- 2022: Die Hinrichtung von Maria Flint (in Arbeit)